# Криј
У грчкој митологији, Криј (старогрчки: Κρεῖος или Κριός, Kreios/Krios) је један од Титана према листи у  Хесиодовој Теогонији, син је бога неба Урана и Геје богиње земље.
Као најмање индивидуализован међу Титанима, био је срушен у Титаномахији. М. Л. Вест сугерише како је Хесиод допунио основну групу Титана — додајући три фигуре из панхеленске традиције из Делфија: Кеја, и Фебе, чије име је преузео Аполон са пророчицама, и Темиде. Међу могућим даљим допунама групе Титана био је Криј, који је према Хесиоду био отац Персеја и деда Хекати. Према Весту, Хесиод је био  " ентузијаста евангелиста ".

## Етимологија
Иако је "криос" био и древна грчка реч за "ован", Титанова позиција у грчком подземном свету није означавала класичну повезаност са савежђем Овна. Ован је прво видљиво сазвежђе на небу у пролећној сезони, и означавао је почетак нове године у древном грчком календару.

## Родослов
Заједно са Еурибијом, ћерком Геје и Понта, родитељ је Астреју, Паланту и Персеју. Спајањем Астреја са Еос, богињом Зоре, рођен је Зефир, бог западног ветра.

## Митологија
Криј је вероватно прикључен листи Титана како би употпунио десетогодишњу борбу са дванаест олимпских богова у Титаномахији, али без специфичне улоге у борби. Када је рат изгубљен, Криј је протеран заједно са осталим Титанима у још нижи подземни свет од Хадов који се зове Тартар.